# Avro Canada TR.4 Chinook
L’Avro Canada TR.4 Chinook fut le premier turboréacteur canadien, conçu par Turbo Research et assemblé par A.V. Roe Canada Ltd. (en), nommé d'après le Chinook, un vent chaud qui souffle dans les montagnes Rocheuses. Seulement trois exemplaires furent construits et aucun ne fut utilisé opérationnellement. Le Chinook fut néanmoins un concept extrêmement bénéfique en termes d'introduction de nouvelles technologies et de nouveaux matériaux, puis, après été poussé de 12 à 29 kN, devint l'un des moteurs les plus respectés des débuts de l'ère de la propulsion à réaction, le TR.5 Orenda.

## Développement
Fin 1942, le National Research Council of Canada (NRC) envoya le Dr J.J. Greene et Malcolm Kuhring en Angleterre pour se tenir au courant des différentes avancées technologies et projets alors en cours, et surtout pour voir si le Canada pouvait avoir un rôle à y jouer. L'un des nombreux sujets importants du rapport qui résulta de cette mission fut la présentation des travaux menés sur les moteurs à réaction menés par Frank Whittle à Power Jets. Le Department of Munitions and Supply (en) (DMS) trouva qu'il s'agissait là d'une incroyable opportunité de démarrer une activité « en partant de zéro » à propos d'une nouvelle technologie en voie de développement, une que le pays pourrait relativement facilement intégrer à ses activités et qui permettrait, en passant, de réduire sa dépendance envers les fournisseurs étrangers pour l'obtention de moteurs d'avion.
Début 1943, une nouvelle mission, incluant le Dr Ken Tupper et Paul Dilworth, du NRC, et C.A. Banks, du DMS, partit pour l'Angleterre spécifiquement pour étudier le moteur à réaction et déterminer dans quelle mesure le Canada pourrait contribuer à l'effort que nécessitait sa conception. Le rapport résultant, connu aujourd'hui sous le nom de « Banks Report », suggéra deux lignes de recherche. L'une faisait mention qu'aucune entité de cette industrie naissante n'avait réellement compris les effets de la météo réelle sur l'utilisation des moteurs à réaction, en particulier dans les conditions givrantes. Le rapport suggéra de créer un centre de recherches spécifiquement dans le but d'étudier ce problème. Le rapport en vint à suggérer la création d'une compagnie motoriste privée.
Presque immédiatement après leur retour au Canada, Dilworth démarra les travaux sur ce qui allait devenir le « Cold Weather Testing Station » (CWTS, Station de tests par temps froid), a Winnipeg (Manitoba). Ils prirent livraison d'un Whittle W.1 original, et plus tard d'un Junkers Jumo 004 capturé. Leurs recherches démontrèrent que l'ingestion d'eau diminuait les performances de presque 20 %, ce qui ne surprit finalement pas grand monde, mais par contre la consommation de carburant avait doublé, ce qui fut là une réelle surprise. Des travaux plus approfondis sur l'étude de ce problème mena à la conception de nombreux nouveaux éléments, qui seraient plus tard intégrés sur les futurs moteurs à réaction canadiens.
Alors que le CWTS était en train de se mettre en route, le gouvernement travailla également sur la deuxième partie du Banks Report, et acquit formellement l'entreprise Turbo Research, à Leaside (Toronto), le 1er juillet 1944. Dilworth repartit du CWTS pour mener une série d'études de conceptions basées sur le compresseur centrifuge de style « Whittle », qui reçurent les désignations TR.1, TR.2 et TR.3. Cependant, ces concepts furent abandonnés en faveur d'un nouveau concept à compresseur axial, le TR.4, probablement à cause de la présence du moteur allemand Jumo 004 dans leurs locaux. Dans l'année qui suivit, l'équipe fut entièrement constituée, à grand renfort d'ingénieurs, dont Winnett Boyd, Joe Purvis, Burt Avery, et Harry Keast, de Power Jets. La conception détaillée du moteur fut finalisée début 1947 et le moteur fut démarré pour la première fois le 17 mars 1948.
À l'époque à laquelle le Chinook fut conçu, Avro n'avait qu'une faible capacité de production et aucune expérience dans la fabrication de moteurs. Ils sous-traitèrent la fabrication de pièces à 1 200 compagnies différentes, fournissant des éléments de toutes sortes, des engrenages aux roulements, en passant par les pales de compresseur ou de turbine. Une grande part des techniques de fabrications employées n'avaient jamais été nécessaires au Canada, précédemment, et cette situation mena à une mini-révolution industrielle, car la plupart des techniques mises au point le furent pour ce projet. Parmi les nombreux avantages apportés à l'industrie canadienne pour le programme Chinook, l'entreprise Light Alloys Ltd. investit dans leur premier moule à aluminium, alors que Shawinigan Chemicals fit de même pour les aciers inoxydables.
Alors que l'équipe avait déjà en tête la conception du successeur au Chinook, le TR.5 Orenda, les travaux sur les exemplaires du TR.4 continuèrent, afin de gagner de l'expérience en construction et en utilisation de ces moteurs. Frank Whittle vit personnellement le moteur en 1948. Seulement six ensembles de pièces moteurs furent fabriqués, desquels furent fabriqués trois moteurs complets et une section de compresseur. En octobre 1949, les moteurs avaient fonctionné plus de 1 000 heures et étaient montés à plus de 13,34 kN de poussée.

## Caractéristiques
La conception se basant sur un hypothétique chasseur bimoteur, assez probablement similaire au Messerschmitt Me 262, la conception du TR.4 fut sur de nombreux points analogue à celle du Jumo 004. 
La différence principale de conception entre ces deux moteurs fut l'emploi de six chambres de combustion (« flame cans ») séparées au lieu d'une chambre annulaire, comme sur le moteur allemand. Comparé au Jumo, le Chinook était plus petit et plus léger : Il avait à peu près le même diamètre, mais était 50,8 cm plus court et plus léger d'environ 136 kg. En dépit de ces caractéristiques, il produisait presque le double de sa poussée, en grande partie grâce aux nouveaux matériaux, en particulier dans la turbine, qui autorisaient des températures de fonctionnement plus élevées.
Le compresseur axial du Chinook consistait en neuf étages. Les deux premiers étaient faits d'acier inoxydable, pour encaisser l'ingestion d'éventuels débris, mais les sept restants étaient faits dans un alliage d'aluminium. Ils étaient attachés à des supports qui étaient eux-aussi essentiellement en aluminium, mais le neuvième disque était lui maintenu par des supports en acier.
Derrière le compresseur étaient situées six tubes à flammes, qui débouchaient sur un étage de turbine unique en acier. La température d'échappement finale (EGT, Exhaust Gas Temperature) était de 650 °C. L'air pour le refroidissement de la turbine était procuré par des tubes reliant le milieu du compresseur au début de la turbine, installés entre les tubes à flamme. Une section d'accessoires était entraînée par un arbre à l'avant du moteur à côté du roulement principal avant. Ce dernier était installé à l'intérieur d'un cône de nez proéminent qui s'étendait bien au-delà de l'avant du moteur. Un réservoir d'huile entourait le moteur à environ 4 heures, lorsque l'on regardait le moteur de face.